# 波马克勒
波马克勒（法語：Pomacle，法語發音：[pɔmakl]）是法国马恩省的一个市镇，位于该省北部偏西，属于兰斯区。

## 地理
波马克勒（49°20'6"N, 4°8'50"E）面积11.19 平方千米，位于法国大東部大區马恩省，该省份为法国东北部内陆省份，北起阿登省，西北接埃纳省，西南接塞纳-马恩省，南至奥布省，东南接上马恩省，东临默兹省。
与波马克勒接壤的市镇（或旧市镇、城区）包括：巴藏库尔、科雷勒、拉瓦讷、叙普河畔伊勒、叙普河畔布尔特、维特里莱兰斯、勃艮第-弗雷讷。

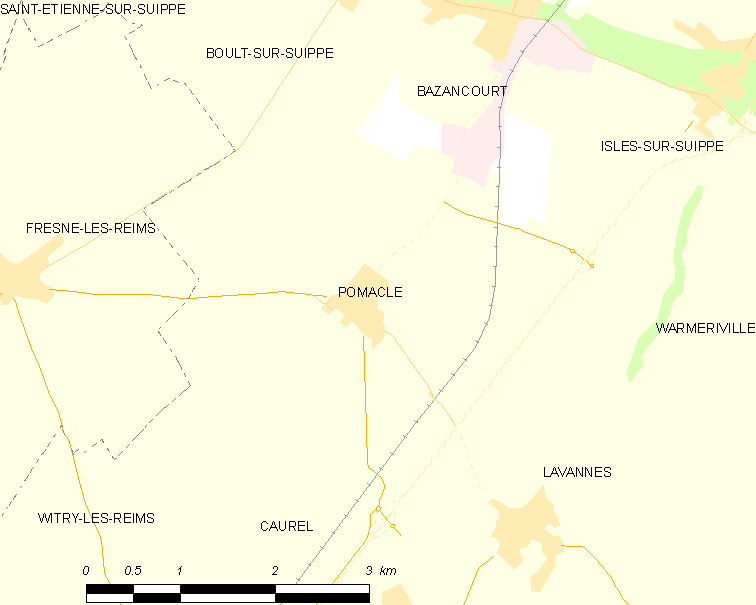
波马克勒的OSM定位图

波马克勒的时区为UTC+01:00、UTC+02:00（夏令时）。

## 行政
波马克勒的邮政编码为51110，INSEE市镇编码为51439。

## 政治
波马克勒所属的省级选区为勃艮第-弗雷讷县。

## 人口

1962-2008年间波马克勒人口变化图示

波马克勒于2022年1月1日时的人口数量为530人。